# Karl Pisani
Karl Pisani (* vor 1737; † nach 1737) war ein Mediziner und Leibarzt des Fürstbischofs von Bamberg und Würzburg.

## Leben
Pisani wirkte um 1737 als Hofrat und Leibarzt des Fürstbischofs von Bamberg und Würzburg, Friedrich Karl Reichsgraf von Schönborn-Buchheim.
Unter der Präsidentschaft von Andreas Elias Büchner wurde Karl Pisani am 12. September 1737 mit dem akademischen Beinamen Palladius I. zum Mitglied (Matrikel-Nr. 474) der Leopoldina gewählt.

## Schriften
- Carolo Pisani und Franz Joseph von Oberkamp: Historia morbi et mortis. 1746 (Google Books)
- Carolus Pisani mit Franz Joseph von Oberkamp, Georg Christoph Stand, Johann Heinrich Schmitz, Johann Heinrich Hilterman, Nicolaus Göpffert und Michael Simon: Unterthänig-gehorsamster Bericht der höchst-betrübten Exenteration und Balsamation des in GOtt seeligst entschlaffenen Hochwürdigsten des Heil. Römis. Reichs Fürsten und Herrn Herrn Friderich Carln, Bischoffen zu Bamberg und Wirtzburg, Herzogen zu Francken, Unsers Gnädigsten Fürsten Herrn Herrn. Wirtzburg 1746 (Google Books)